# Guam op de Olympische Zomerspelen 1996
Guam nam deel aan de Olympische Zomerspelen 1996 in Atlanta, Verenigde Staten. De selectie bestond uit acht atleten, actief in vier verschillende olympische sporten. Het land slaagde er niet in om haar eerste olympische medaille te winnen.

## Deelnemers en resultaten
(m) = mannen, (v) = vrouwen 

### Atletiek
| Olympiër     | Onderdeel    | Resultaat | Prestatie             |
| ------------ | ------------ | --------- | --------------------- |
| David Wilson | 200m (m)     | 72e       | serie 2: 7de in 21,85 |
|              |              |           |                       |
| Marie Benito | marathon (v) | 65e       | 3:27.28               |

### Worstelen
| Olympiër    | Onderdeel   | Resultaat   | Prestatie                                                         |
| Vrije stijl | Vrije stijl | Vrije stijl | Vrije stijl                                                       |
| ----------- | ----------- | ----------- | ----------------------------------------------------------------- |
| Neal Kranz  | -130kg (m)  | 16e         | 1ste ronde: V van HUN Gombos: 0-7 2de ronde: V van GBR Singh: 0-3 |

### Zeilen
| Olympiër            | Onderdeel              | Resultaat | Prestatie                                      |
| ------------------- | ---------------------- | --------- | ---------------------------------------------- |
| Jan Iriarte         | mistral one design (m) | 42e       | 258 punten: (30-36-DNF-38-33-42-PMS-43-36)     |
|                     |                        |           |                                                |
| Cathleen Moore-Linn | mistral one design (v) | 27e       | 176 punten: (25-27-26-26-26-26-25-26-22)       |
|                     |                        |           |                                                |
| Brett Chivers       | laser                  | 44e       | 340 punten: (29-37-50-45-36-37-45-44-44-39-29) |

### Zwemmen
| Olympiër       | Onderdeel            | Resultaat | Prestatie              |
| -------------- | -------------------- | --------- | ---------------------- |
| Jan Iriarte    | 50m vrije slag (m)   | 46e       | serie 3: 4de in 23,97  |
| Jan Iriarte    | 100m vrije slag (m)  | 51e       | serie 1: 1ste in 52,68 |
| Patrick Sagisi | 100m vlinderslag (m) | 51e       | serie 3: 7de in 56,93  |

Afghanistan · Albanië · Algerije · Amerikaanse Maagdeneilanden · Amerikaans-Samoa · Andorra · Angola · Antigua‑Barbuda · Argentinië · Armenië · Aruba · Australië · Azerbeidzjan · Bahama's · Bahrein · Bangladesh · Barbados · België · Belize · Benin · Bermuda · Bhutan · Bolivia · Bosnië en Herzegovina · Botswana · Brazilië · Britse Maagdeneilanden · Brunei · Bulgarije · Burkina Faso · Burundi · Cambodja · Canada · Centraal-Afrikaanse Republiek · Chili · China · Chinees Taipei · Colombia · Comoren · Congo-Brazzaville · Cookeilanden · Costa Rica · Cuba · Cyprus · Denemarken · Djibouti · Dominica · Dominicaanse Republiek · Duitsland · Ecuador · Egypte · El Salvador · Equatoriaal-Guinea · Estland · Ethiopië · Fiji · Filipijnen · Finland · Frankrijk · Gabon · Gambia · Georgië · Ghana · Grenada · Griekenland · Groot-Brittannië · Guam · Guatemala · Guinee · Guinee-Bissau · Guyana · Haïti · Honduras · Hongarije · Hongkong · Ierland · IJsland · India · Indonesië · Irak · Iran · Israël · Italië · Ivoorkust · Jamaica · Japan · Jemen · Joegoslavië · Jordanië · Kaaimaneilanden · Kaapverdië · Kameroen · Kazachstan · Kenia · Kirgizië · Koeweit · Kroatië · Laos · Lesotho · Letland · Libanon · Liberia · Libië · Liechtenstein · Litouwen · Luxemburg ·  Macedonië · Madagaskar · Malawi · Malediven · Maleisië · Mali · Malta · Marokko · Mauritanië · Mauritius · Mexico · Moldavië · Monaco · Mongolië · Mozambique · Myanmar · Namibië · Nauru · Nederland · Nederlandse Antillen · Nepal · Nicaragua · Nieuw-Zeeland · Niger · Nigeria · Noord-Korea · Noorwegen · Oeganda · Oekraïne · Oezbekistan · Oman · Oostenrijk · Pakistan · Palestina · Panama · Papoea-Nieuw-Guinea · Paraguay · Peru · Polen · Portugal · Puerto Rico · Qatar · Roemenië · Rusland · Rwanda · Saint Kitts en Nevis · Saint Lucia · Saint Vincent en Grenadines · Salomonseilanden · Samoa · San Marino · Sao Tomé en Principe · Saoedi-Arabië · Senegal · Seychellen · Sierra Leone · Singapore · Slovenië · Slowakije · Soedan · Somalië · Spanje · Sri Lanka · Suriname · Swaziland · Syrië · Tadzjikistan · Tanzania · Thailand · Togo · Tonga · Trinidad en Tobago · Tsjaad · Tsjechië · Tunesië · Turkije · Turkmenistan · Uruguay · Vanuatu · Venezuela · Verenigde Arabische Emiraten · Verenigde Staten · Vietnam · Wit-Rusland · Zaïre · Zambia · Zimbabwe · Zuid-Afrika · Zuid-Korea · Zweden · Zwitserland